# Lo Pajon d'Orlhac
Lo Pajon d'Orlhac (en francès: Arpajon-sur-Cère; en occità: Arpajon de Cera) és un municipi francès situat al departament de Cantal i a la regió d'Alvèrnia-Roine-Alps. L'any 2007 tenia 5.924 habitants.

## Demografia

### Població
El 2007 la població de fet d'Arpajon-sur-Cère era de 5.924 persones. Hi havia 2.448 famílies de les quals 569 eren unipersonals (222 homes vivint sols i 347 dones vivint soles), 907 parelles sense fills, 848 parelles amb fills i 124 famílies monoparentals amb fills.
La població ha evolucionat segons el següent gràfic:
Habitants censats

### Habitatges
El 2007 hi havia 2.686 habitatges, 2.469 eren l'habitatge principal de la família, 101 eren segones residències i 116 estaven desocupats. 2.138 eren cases i 531 eren apartaments. Dels 2.469 habitatges principals, 1.907 estaven ocupats pels seus propietaris, 519 estaven llogats i ocupats pels llogaters i 43 estaven cedits a títol gratuït; 19 tenien una cambra, 121 en tenien dues, 293 en tenien tres, 647 en tenien quatre i 1.390 en tenien cinc o més. 1.963 habitatges disposaven pel capbaix d'una plaça de pàrquing. A 1.026 habitatges hi havia un automòbil i a 1.243 n'hi havia dos o més.

### Piràmide de població
La piràmide de població per edats i sexe el 2009 era:
| Homes | Edats   | Dones |
| ----- | ------- | ----- |
| 4     | 95 o +  | 12    |
| 0     | 90 a 94 | 12    |
| 32    | 85 a 89 | 48    |
| 28    | 80 a 84 | 36    |
| 96    | 75 a 79 | 76    |
| 80    | 70 a 74 | 96    |
| 128   | 65 a 69 | 140   |
| 152   | 60 a 64 | 168   |
| 152   | 55 a 59 | 156   |
| 204   | 50 a 54 | 236   |
| 280   | 45 a 49 | 280   |
| 252   | 40 a 44 | 212   |
| 180   | 35 a 39 | 208   |
| 168   | 30 a 34 | 156   |
| 172   | 25 a 29 | 164   |
| 140   | 20 a 24 | 140   |
| 256   | 15 a 19 | 192   |
| 184   | 10 a 14 | 136   |
| 152   | 5 a 9   | 152   |
| 100   | 0 a 4   | 108   |

## Economia
El 2007 la població en edat de treballar era de 3.965 persones, 2.955 eren actives i 1.010 eren inactives. De les 2.955 persones actives 2.800 estaven ocupades (1.463 homes i 1.337 dones) i 155 estaven aturades (67 homes i 88 dones). De les 1.010 persones inactives 418 estaven jubilades, 322 estaven estudiant i 270 estaven classificades com a «altres inactius».

### Ingressos
El 2009 a Arpajon-sur-Cère hi havia 2.590 unitats fiscals que integraven 6.179,5 persones, la mediana anual d'ingressos fiscals per persona era de 18.891 €.

### Activitats econòmiques
Dels 230 establiments que hi havia el 2007, 11 eren d'empreses extractives, 2 d'empreses alimentàries, 1 d'una empresa de fabricació d'elements pel transport, 11 d'empreses de fabricació d'altres productes industrials, 47 d'empreses de construcció, 47 d'empreses de comerç i reparació d'automòbils, 15 d'empreses de transport, 18 d'empreses d'hostatgeria i restauració, 2 d'empreses d'informació i comunicació, 7 d'empreses financeres, 4 d'empreses immobiliàries, 18 d'empreses de serveis, 29 d'entitats de l'administració pública i 18 d'empreses classificades com a «altres activitats de serveis».
Dels 70 establiments de servei als particulars que hi havia el 2009, 1 era una oficina de correu, 4 oficines bancàries, 9 tallers de reparació d'automòbils i de material agrícola, 2 tallers d'inspecció tècnica de vehicles, 1 autoescola, 4 paletes, 14 guixaires pintors, 8 fusteries, 6 lampisteries, 4 electricistes, 6 perruqueries, 1 veterinari, 7 restaurants, 1 agència immobiliària, 1 tintoreria i 1 saló de bellesa.
Dels 12 establiments comercials que hi havia el 2009, 2 eren botiges de menys de 120 m², 2 fleques, 3 carnisseries, 1 una botiga de roba, 1 una botiga de mobles, 1 un drogueria i 2 floristeries.
L'any 2000 a Arpajon-sur-Cère hi havia 80 explotacions agrícoles que ocupaven un total de 3.864 hectàrees.

## Equipaments sanitaris i escolars
El 2009 hi havia 2 farmàcies i 1 ambulància.
El 2009 hi havia 1 escola maternal i 1 escola elemental.

## Poblacions més properes
El següent diagrama mostra les poblacions més properes.

## Agermanaments
- Altea
- Bougouni
- Bocholt